# Walter Da Pozzo
Walter Da Pozzo (Vico Equense, 1964. január 1. – Róma, 2019. október 14.) olasz színész.

## Filmjei
- A test ördöge (Diavolo in corpo) (1986)
- L'écho (1988, tv-film)
- A hosszú hallgatás (Il lungo silenzio) (1993)
- Poliziotti (1995)
- Pasolini, un delitto italiano (1995)
- La felicità non costa niente (2003)
- Szépséges fiatalság (La meglio gioventù) (2003)
- Védelmi jog (Diritto di difesa) (2004, tv-sorozat, egy epizódban)
- Láss tisztán! (Quando sei nato non puoi più nasconderti) (2005)
- Don Matteo (2008, tv-sorozat, egy epizódban)
- Hellis Silence (2015, tv-sorozat)